# 真野俊和
真野 俊和（しんの としかず、1944年10月27日- ）は、日本の民俗学者。元筑波大学教授。
東京都に生まれる。1968年に東京教育大学理学部を卒業して同大学院文学研究科に進み、1974年に修士課程を修了した。
福島県教育庁文化課（博物館準備室）学芸員から、上越教育大学助教授に転じて、教授に就任した。その後国立歴史民俗博物館客員部門助教授、兵庫教育大学連合学校教育学研究科教授を務めた後、筑波大学教授となる。2008年に筑波大学を定年退任した。
この間、1993年「日本の民俗宗教における遊行性の研究」で筑波大学より博士（文学）の学位を取得した。

## 著作

### 著書
- 『旅のなかの宗教 巡礼の民俗誌』日本放送出版協会〈NHKブックス〉、1980年
- 『日本の聖域10　四国遍路』（写真斎藤貢一と共著）佼成出版社、1981年
- 『聖なる旅』東京堂出版〈民俗宗教シリーズ〉、1991年
- 『日本遊行宗教論』吉川弘文館〈日本歴史民俗叢書〉、1991年
- 『日本の祭りを読み解く』吉川弘文館〈歴史文化ライブラリー〉、2001年
- 『日本民俗学原論 人文学のためのレッスン』吉川弘文館、2009年」
- 『「人文学」という思考法　〈思考法〉を深く読み込むために』社会評論社、2015年

### 編書
- 『仏教民俗学大系2『聖と民衆』（萩原龍夫と共編）名著出版、1986年
- 『講座日本の巡礼』第1-3巻 雄山閣出版、1996年